# Medinilla hellwigii
Medinilla hellwigii är en tvåhjärtbladig växtart som beskrevs av Rudolf Mansfeld. Medinilla hellwigii ingår i släktet Medinilla och familjen Melastomataceae. Inga underarter finns listade i Catalogue of Life.